# Campeonato Sul-Americano de Voleibol Feminino Sub-17
O Campeonato Sul-Americano de Voleibol Feminino Sub-17 é um torneio de seleções de voleibol da América do Sul, destinado à categoria de base. Sua primeira edição ocorreu em 2011, na cidade de Canelones no Uruguai.

## Histórico
O torneio foi criado em 2011, tendo como objetivo expandir a modalidade e estimular as demais seleções da América do Sul a investirem nas categorias de base. O Brasil manteve a hegemonia nas duas primeiras edições do campeonato, com o Peru e a Argentina alternando na conquista da medalha de prata. Após as duas primeiras edições, as brasileiras não mais prestigiaram a competição.
A terceira edição da categoria infantil aconteceu em 2015, em Tarapoto, no Peru, sem a participação do Brasil e da Argentina. O primeiro sem interesse na competição e a segunda foi obrigado a desistir por problemas financeiros da FEVA. Valendo-se da ausência dos seus maiores rivais, o selecionado peruano conquistou a medalha de ouro após derrotar a Bolívia, que havia apresentado um bom resultado no sul-americano pré-infantil de 2014. O Chile conquistou a sua primeira medalha ao bater a sua similar da Colômbia, na disputa pelo bronze.
A quarta edição teve como sede a cidade de Assunção, capital do Paraguai, reunindo oito participantes (sem a presença das equipes do Brasil e da Venezuela). A competição, mostrando-se consolidada no calendário do voleibol sul-americano feminino, não apresentou nenhum resultado diferente do que se pode observar nas demais categorias de base. A seleção peruana, que dominou a primeira fase, viu a sua arquirrival Argentina melhorar o seu desempenho ao longo da competição em busca do primeiro ouro (conquistado após uma vitória por três sets a um na decisão). O Chile ficou novamente a frente da Colômbia na disputa pelo terceiro lugar, como ocorrera em 2015, obtendo a medalha de bronze.
Em 2019, apenas cinco seleções reuniram-se em Callao, no Peru, para a disputada do título da categoria. Além das anfitriãs, estiveram presentes chilenas, paraguaias, equatorianas e bolivianas. Em fase única por pontos corridos, o Chile obteve a sua primeira medalha de ouro em um campeonato organizado pela CSV, ao vencer todos os seus rivais. O Peru conquistou a prata e o Paraguai um histórico bronze (o seu primeiro em uma categoria de base feminina); Equador e Bolívia finalizaram nas duas últimas posições. A chilena Ana Erskine foi eleita MVP.

## Quadro geral
| Ordem | País      | Medalha de ouro | Medalha de prata | Medalha de bronze | Total |
| ----- | --------- | --------------- | ---------------- | ----------------- | ----- |
| 1     | Argentina | 2               | 1                | 1                 | 4     |
| 2     | Brasil    | 2               | 1                | 0                 | 3     |
| 3     | Peru      | 1               | 3                | 2                 | 6     |
| 4     | Chile     | 1               | 0                | 2                 | 3     |
| 5     | Bolívia   | 0               | 1                | 0                 | 1     |
| 6     | Paraguai  | 0               | 0                | 1                 | 1     |

## MVPpor edição
- 2011 –  Drussyla Costa
- 2013 –  Ana Beatriz Franklin
- 2015 –  Nayeli Vilchez
- 2017 –  Bianca Cugno
- 2019 –  Ana Erskine
- 2023 –  Justina Fortes